# Magno de Milán
Magno o Magnus, Arzobispo de Milán (518-530).  Está honrado como santo en la Iglesia católica.

## Vida
Casi nada se sabe sobre la vida y el episcopado de Magno. Magno vivió bajo el rey arriano Teodorico el Grande, que probablemente al principio lo apoyó, pero luego lo persiguió como ya había sucedido con el filósofo Boecio.
Lo que se sabe es el texto de su epitafio fúnebre, transmitido por Goffredo da Bussero (siglo XIII), que describe a Magno como un hombre de gran caridad que ayudó a los prisioneros de guerra.
Magno murió en 530, el 1 de diciembre. Sus restos fueron enterrados en la Basílica de San Eustorgio en Milán.
Una tradición tardía, sin base histórica, asocia a Magno con la familia milanesa de los Trincheri.

## Veneración

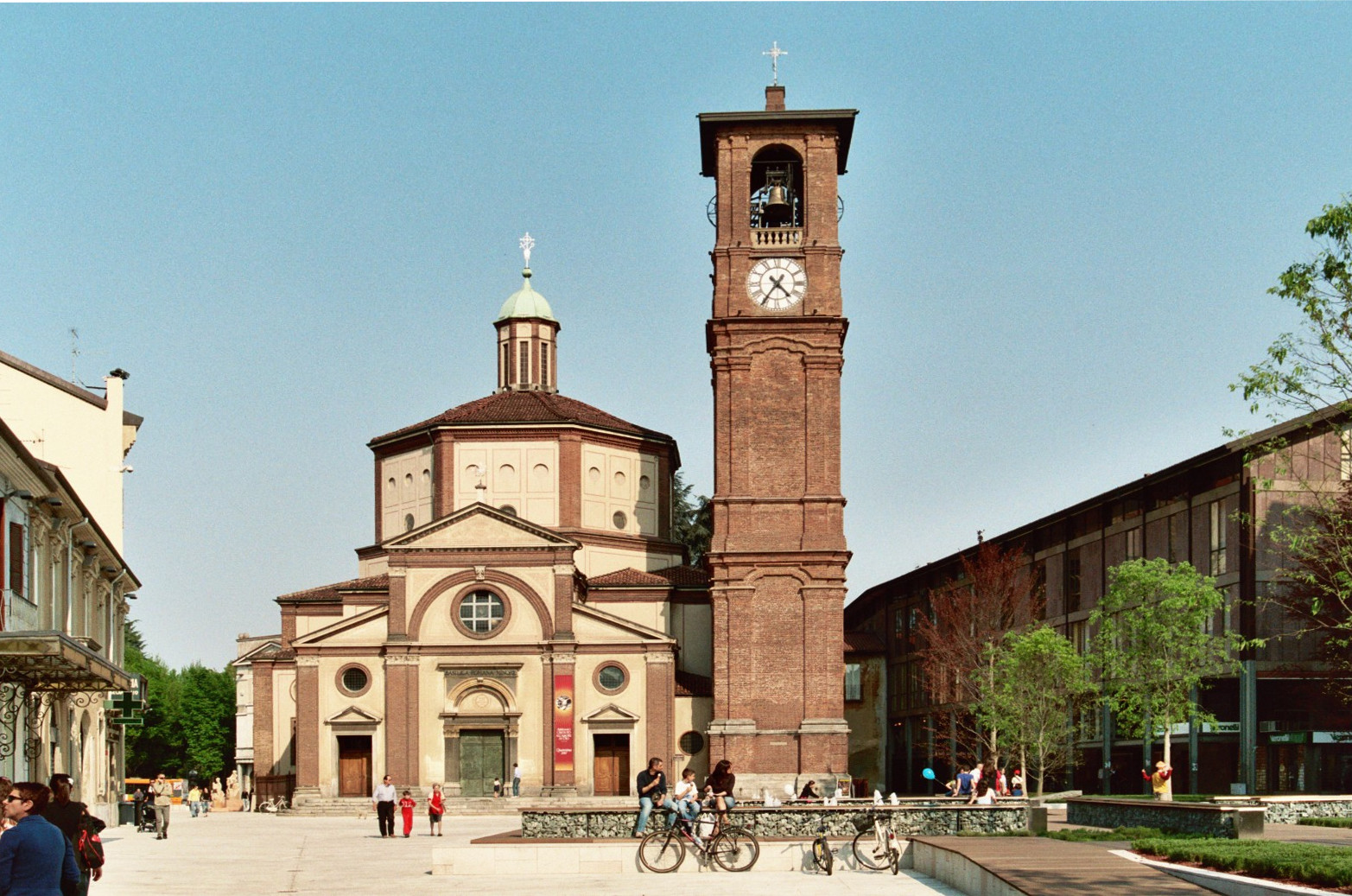
Basílica de San Magno en Legnano

La primera prueba formal sobre sus reliquias fue hecha en 1248 por los dominicos que administraron la Basílica de San Eustorgio en Milán. La iglesia principal de la ciudad de Legnano, a unos 20 km de Milán, está dedicada a Magno. La Basílica de San Magno de Legnano fue construida entre 1503 y 1513 y una parte de las reliquias de Magno fueron trasladadas allí el 5 de noviembre de 1900. Su fiesta se celebra el 5 de noviembre en esa basílica. Todos los obispos de Milán se celebran el 25 de septiembre.